# Mulsanne
Mulsanne és un municipi francès situat al departament del Sarthe i a la regió de País del Loira. L'any 2007 tenia 4.566 habitants.

## Demografia

### Població
El 2007 la població de fet de Mulsanne era de 4.566 persones. Hi havia 1.740 famílies de les quals 305 eren unipersonals (111 homes vivint sols i 194 dones vivint soles), 639 parelles sense fills, 639 parelles amb fills i 157 famílies monoparentals amb fills.
La població ha evolucionat segons el següent gràfic:
Habitants censats

### Habitatges
El 2007 hi havia 1.784 habitatges, 1.741 eren l'habitatge principal de la família, 7 eren segones residències i 37 estaven desocupats. 1.693 eren cases i 85 eren apartaments. Dels 1.741 habitatges principals, 1.440 estaven ocupats pels seus propietaris, 288 estaven llogats i ocupats pels llogaters i 13 estaven cedits a títol gratuït; 10 tenien una cambra, 46 en tenien dues, 134 en tenien tres, 458 en tenien quatre i 1.092 en tenien cinc o més. 1.442 habitatges disposaven pel capbaix d'una plaça de pàrquing. A 730 habitatges hi havia un automòbil i a 939 n'hi havia dos o més.

### Piràmide de població
La piràmide de població per edats i sexe el 2009 era:
| Homes | Edats   | Dones |
| ----- | ------- | ----- |
| 4     | 95 o +  | 0     |
| 8     | 90 a 94 | 12    |
| 16    | 85 a 89 | 28    |
| 4     | 80 a 84 | 36    |
| 24    | 75 a 79 | 24    |
| 28    | 70 a 74 | 48    |
| 72    | 65 a 69 | 72    |
| 124   | 60 a 64 | 100   |
| 164   | 55 a 59 | 144   |
| 192   | 50 a 54 | 212   |
| 240   | 45 a 49 | 212   |
| 228   | 40 a 44 | 252   |
| 224   | 35 a 39 | 216   |
| 168   | 30 a 34 | 196   |
| 128   | 25 a 29 | 112   |
| 184   | 20 a 24 | 92    |
| 236   | 15 a 19 | 192   |
| 248   | 10 a 14 | 224   |
| 268   | 5 a 9   | 204   |
| 152   | 0 a 4   | 140   |

## Economia
El 2007 la població en edat de treballar era de 3.094 persones, 2.126 eren actives i 968 eren inactives. De les 2.126 persones actives 1.959 estaven ocupades (1.012 homes i 947 dones) i 167 estaven aturades (81 homes i 86 dones). De les 968 persones inactives 425 estaven jubilades, 297 estaven estudiant i 246 estaven classificades com a «altres inactius».

### Ingressos
El 2009 a Mulsanne hi havia 1.682 unitats fiscals que integraven 4.424,5 persones, la mediana anual d'ingressos fiscals per persona era de 18.609 €.

### Activitats econòmiques
Dels 174 establiments que hi havia el 2007, 2 eren d'empreses extractives, 3 d'empreses alimentàries, 2 d'empreses de fabricació de material elèctric, 12 d'empreses de fabricació d'altres productes industrials, 22 d'empreses de construcció, 47 d'empreses de comerç i reparació d'automòbils, 3 d'empreses de transport, 8 d'empreses d'hostatgeria i restauració, 2 d'empreses d'informació i comunicació, 13 d'empreses financeres, 10 d'empreses immobiliàries, 12 d'empreses de serveis, 20 d'entitats de l'administració pública i 18 d'empreses classificades com a «altres activitats de serveis».
Dels 46 establiments de servei als particulars que hi havia el 2009, 1 era una oficina de correu, 5 oficines bancàries, 1 funerària, 4 tallers de reparació d'automòbils i de material agrícola, 2 tallers d'inspecció tècnica de vehicles, 2 autoescoles, 2 paletes, 6 guixaires pintors, 7 fusteries, 1 lampisteria, 1 electricista, 1 empresa de construcció, 3 perruqueries, 5 restaurants, 3 agències immobiliàries, 1 tintoreria i 1 saló de bellesa.
Dels 26 establiments comercials que hi havia el 2009, 1 era un supermercat, 2 grans superfícies de material de bricolatge, 3 fleques, 2 carnisseries, 1 una botiga de congelats, 1 una llibreria, 1 una botiga d'equipament de la llar, 1 una botiga d'electrodomèstics, 8 botigues de mobles, 2 botigues de material esportiu, 2 botigues de material de revestiment de parets i terra i 2 floristeries.
L'any 2000 a Mulsanne hi havia 12 explotacions agrícoles que ocupaven un total de 195 hectàrees.

## Equipaments sanitaris i escolars
El 2009 hi havia 2 farmàcies i 1 ambulància.
El 2009 hi havia 2 escoles maternals i 2 escoles elementals. Mulsanne disposava d'un col·legi d'educació secundària amb 329 alumnes.

## Poblacions més properes
El següent diagrama mostra les poblacions més properes.